# Suquitila
Suquitila är en ort i kommunen Tejupilco i delstaten Mexiko i Mexiko. Samhället hade 598 invånare vid folkräkningen 2020.